# Maccabi Zvi Yavne
Il Maccabi Zvi Yavne (in ebraico מכבי צבי יבנה‎?), popolarmente noto come Maccabi Yavne, è una società calcistica di Yavne (Israele).
Milita nella Liga Leumit, la seconda serie del campionato di calcio israeliano.

## Palmarès

### Altri piazzamenti
- Liga Leumit:

Secondo posto: 1990-1991